# U-88
Unterseeboot 88 foi um submarino alemão do Tipo VIIC, pertencente a Kriegsmarine que atuou durante a Segunda Guerra Mundial.

## Comandantes
| Comandante           | Data                                           |
| -------------------- | ---------------------------------------------- |
| Kptlt. Heino Bohmann | 15 de outubro de 1941 - 12 de setembro de 1942 |

## Subordinação
Durante o seu tempo de serviço, esteve subordinado às seguintes flotilhas:
| Período                                       | Flotilha                                  |
| --------------------------------------------- | ----------------------------------------- |
| 15 de outubro de 1941 - 30 de abril de 1942   | 8. Unterseebootsflottille (treinamento)   |
| 1 de maio de 1942 - 30 de junho de 1942       | 7. Unterseebootsflottille (serviço ativo) |
| 1 de julho de 1942 - 12 de setembro de 1942 1 | 1. Unterseebootsflottille (serviço ativo) |

## Operações conjuntas de ataque
O U-88 participou das seguinte operações de ataque combinado durante a sua carreira:
- Rudeltaktik Strauchritter (29 de abril de 1942 - 2 de maio de 1942)
- Rudeltaktik Eisteufel (21 de junho de 1942 - 11 de julho de 1942)
- Rudeltaktik Trägertod (12 de setembro de 1942 - 12 de setembro de 1942)